# Boris Otto

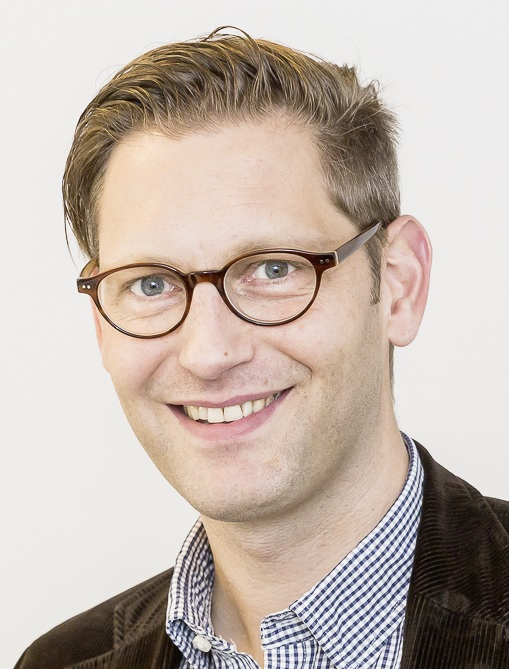
Boris Otto, 2013

Boris Otto (* 25. November 1971 in Hamburg) ist ein deutscher Wirtschaftsingenieur. Er ist Inhaber des Lehrstuhls Industrielles Informationsmanagement an der Technischen Universität Dortmund und geschäftsführender Institutsleiter des Fraunhofer-Instituts für Software- und Systemtechnik ISST in Dortmund.

## Leben
Otto studierte von 1992 bis 1999 im  Hochschulübergreifenden Studiengang Wirtschaftsingenieurwesen in Hamburg. Anschließend war er als Berater bei der PwC Unternehmensberatung GmbH beschäftigt. Im Jahr 2000 wechselte er an das Institut für Arbeitswissenschaft und Technologiemanagement IAT der Universität Stuttgart. 2001 wechselte er an das Fraunhofer-Institut für Arbeitswirtschaft und Organisation IAO, das mit dem IAT eine betriebliche Einheit bildet. 2002 promovierte Otto an der Fakultät Maschinenbau der Universität Stuttgart unter Hans-Jörg Bullinger zum Dr.-Ing. Von 2003 bis 2006 war Otto Berater im Business Consulting der SAP Deutschland AG & Co. KG in Walldorf, bevor er ans Institut für Wirtschaftsinformatik der Universität St. Gallen wechselte. Dort gründete und leitete er das Kompetenzzentrum Corporate Data Quality (CC CDQ). Seit dem 1. Januar 2015 ist er im Verwaltungsrat der CDQ AG. 2011 verbrachte Otto ein Jahr als Research Fellow bei M. Eric Johnson am Center for Digital Strategies der Tuck School of Business am Dartmouth College in New Hampshire in den USA. 2012 habilitierte er sich bei Hubert Österle an der School of Management der Universität St. Gallen. 2013 erhielt Otto einen Ruf an die Technische Universität Dortmund und ist seither Inhaber des Lehrstuhls Industrielles Informationsmanagement (bis 31. August 2018 Audi-Stiftungslehrstuhl für Supply Net Order Management) am LogistikCampus der TU Dortmund. Parallel zu seinem Lehrstuhl übernahm Otto die Hauptabteilung Information Management & Engineering am Fraunhofer-Institut für Materialfluss und Logistik IML. Mit der Gründung des Fraunhofer-Innovationszentrums für Logistik und IT 2014 trat Otto auch in das Fraunhofer-Institut für Software- und Systemtechnik ISST ein. Seit dem 1. Januar 2017 ist Boris Otto geschäftsführender Institutsleiter des Fraunhofer-Instituts für Software- und Systemtechnik ISST in Dortmund. Seit Februar 2016 ist Boris Otto stellvertretender Vorsitzender des International Data Spaces e. V., vormals Industrial Data Spaces e. V. Zwischen 2020 und März 2021 war er Interims-CTO des Dateninfrastrukturprojektes Gaia-X. Seit Mai 2021 ist er stellvertretender Vorstandsvorsitzender des Catena-X Automotive Network.

## Forschungsschwerpunkte
Ottos Forschungsschwerpunkte liegen an der Nahtstelle von Information Management und Supply Chain Management und umfassen die Digitalisierung von Produktion und Logistik, die Datensouveränität in der Industrie 4.0, das Datenmanagement in Großunternehmen sowie Geschäftsmodelle und Digital Business Engineering.